# Centrache
Centrache es un municipio italiano situado en la provincia de Catanzaro, en Calabria. Tiene una población estimada, a fines de noviembre de 2023, de 351 habitantes.

## Evolución demográfica
| Gráfica de evolución demográfica de Centrache entre 1861 y 2023 |
|                                                                 |
| Fuente: ISTAT - Elaboración gráfica de Wikipedia                |